# Esai Morales

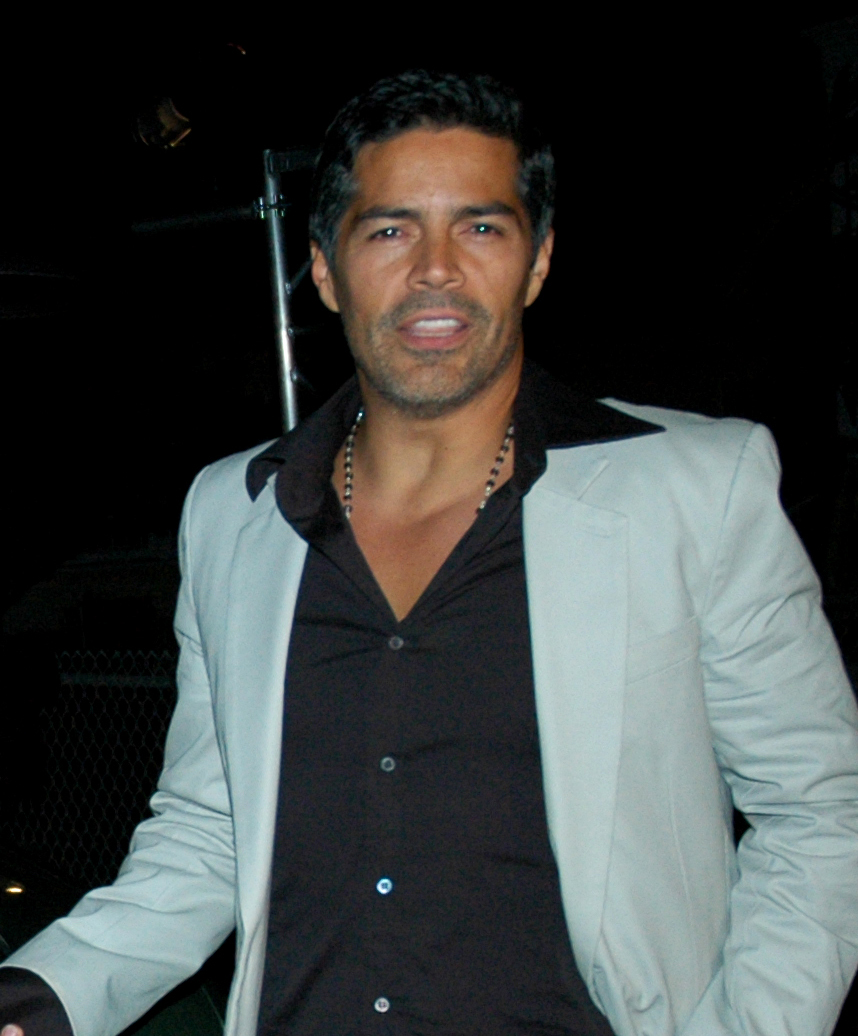
Esai Morales

Esai Morales (n. 1 octombrie 1962, New York City, New York, SUA) este un actor american, producător și regizor.

## Filmografie (selecție)

### Filme
- Bad Boys, regia Rick Rosenthal (1983)
- La Bamba, regia Luis Valdez (1987)
- Rapa Nui, regia Kevin Reynolds (1994)
- My Family, regia Gregory Nava (1995)
- The Wonderful Ice Cream Suit, regia Stuart Gordon (1998)
- Paid in Full, regia Charles Stone III (2002)
- Fast Food Nation, regia Richard Linklater (2006)
- La linea, regia James Cotten (2009)

### Televiziune
- NYPD - New York Police Department (NYPD Blue) - serial TV, 61 episoade (2001-2004)
- Vanished - serial TV, 11 episoade (2006)
- 24 - serial TV, 5 episoade (2007)
- Jericho - serial TV, 7 episoade (2008)
- Caprica - serial TV, 12 episoade (2009-2010)